# Suturas del cráneo
Una sutura del cráneo es un tipo de articulación fibrosa que se da únicamente en los huesos de la cabeza. Están unidas por medio de fibras de Sharpey. Las suturas permiten una ligera cantidad de movimiento, que contribuye a la compliancia y elasticidad del cráneo.
Estas articulaciones son sinartrosis.
Lo habitual es que varios de los huesos del cráneo permanezcan sin soldar en el momento de nacer. El término "fontanelas" se utiliza para denominar los "puntos blandos" resultantes. La fusión de los huesos del cráneo en el nacimiento se llama craneosinostosis.  Las posiciones relativas de los huesos siguen cambiando durante la vida adulta (aunque muchísimo más despacio), lo que puede proporcionar información útil a la medicina forense y la arqueología. A una edad avanzada las suturas del cráneo pueden osificarse (convertirse en hueso) completamente.
La articulación temporomandibular, -articulación entre la mandíbula y el cráneo- es la única articulación de los huesos de la cabeza que no es una sutura.

## Lista de suturas del cráneo
Salvo algunas, con nombres especiales, la mayoría de las suturas toman su nombre de los huesos que articulan.

### Visibles principalmente desde los lados (norma lateralis)

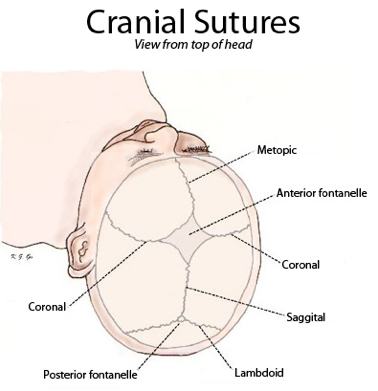
Suturas craneales en el recién nacido

- Sutura coronal - une los huesos frontal y parietal
- Sutura lambdoidea - une los huesos parietal y occipital y continúa con la sutura occipitomastoidea
- Sutura occipitomastoidea - entre los huesos occipital y temporal, continúa con la sutura lamboidea
- Sutura parietomastoidea
- Sutura esfenofrontal
- Sutura esfenoparietal
- Sutura esfeno-escamosa
- Sutura esfenocigomática
- Sutura escamosa - une los huesos parietal y temporal
- Sutura temporocigomática
- Sutura frontocigomática

### Visibles principalmente de frente (norma frontalis) o desde arriba (norma verticalis)
- Sutura frontal / Sutura metópica - entre los dos huesos frontales, antes de constituir un único hueso.
- Sutura sagital - en la línea central que divide los dos huesos parietales

### Visibles principalmente desde abajo (norma basalis) o desde dentro
- Sutura fronto-etmoidal
- Sutura petroescamosa
- Sutura esfeno-etmoidal
- Sutura esfenopetrosa

## Imágenes adicionales

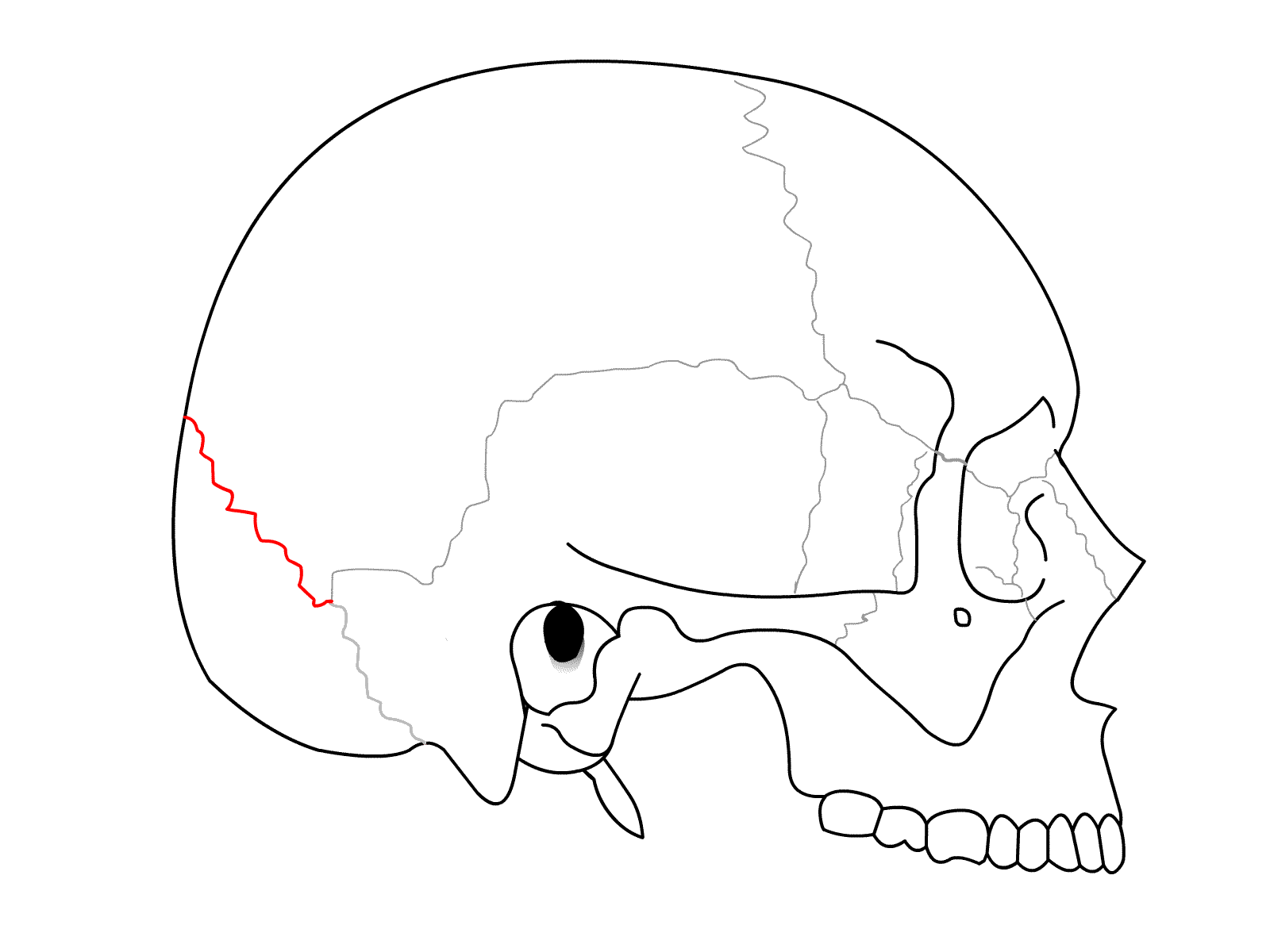
Sutura lambdoidea
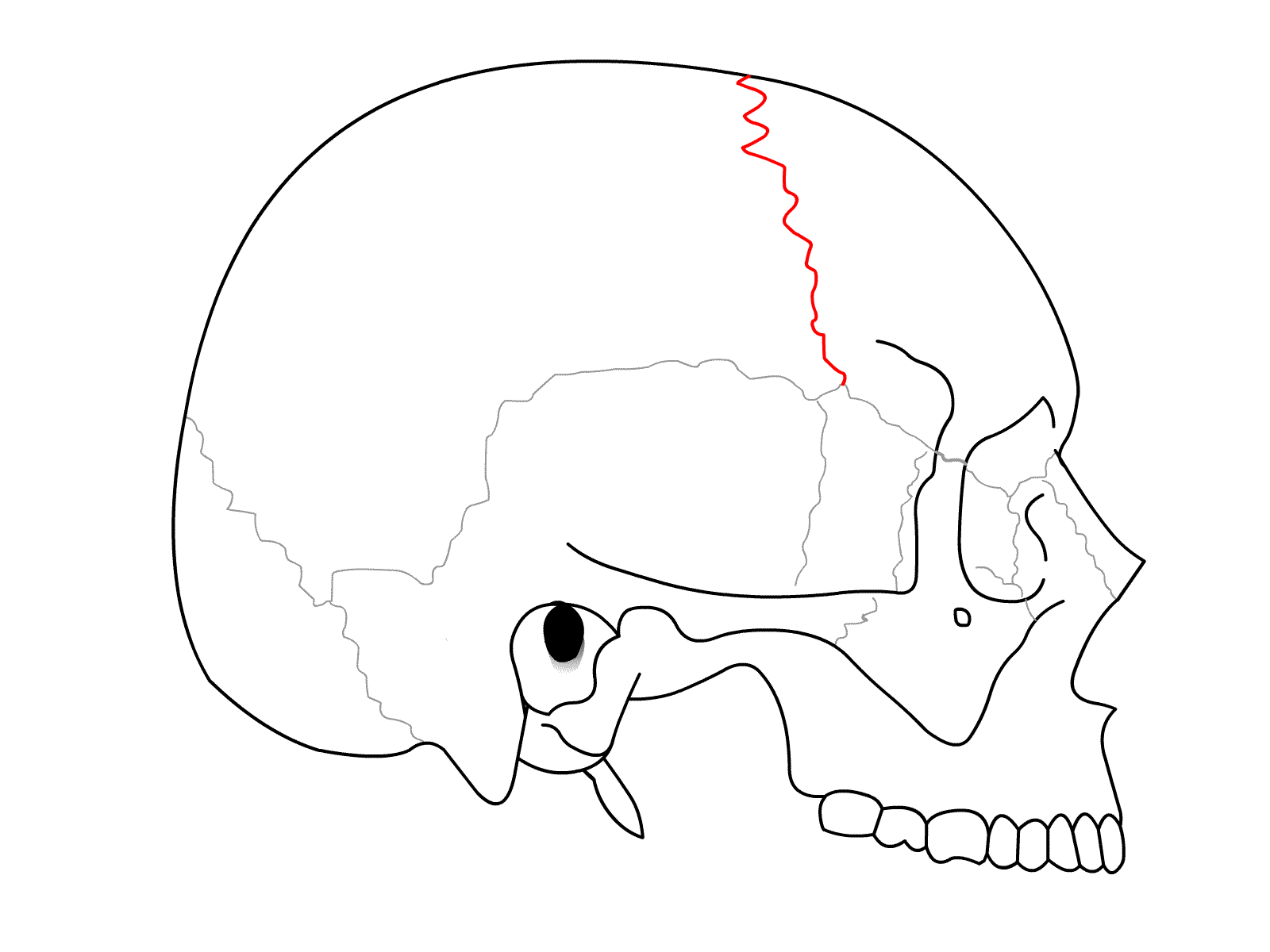
Sutura coronal
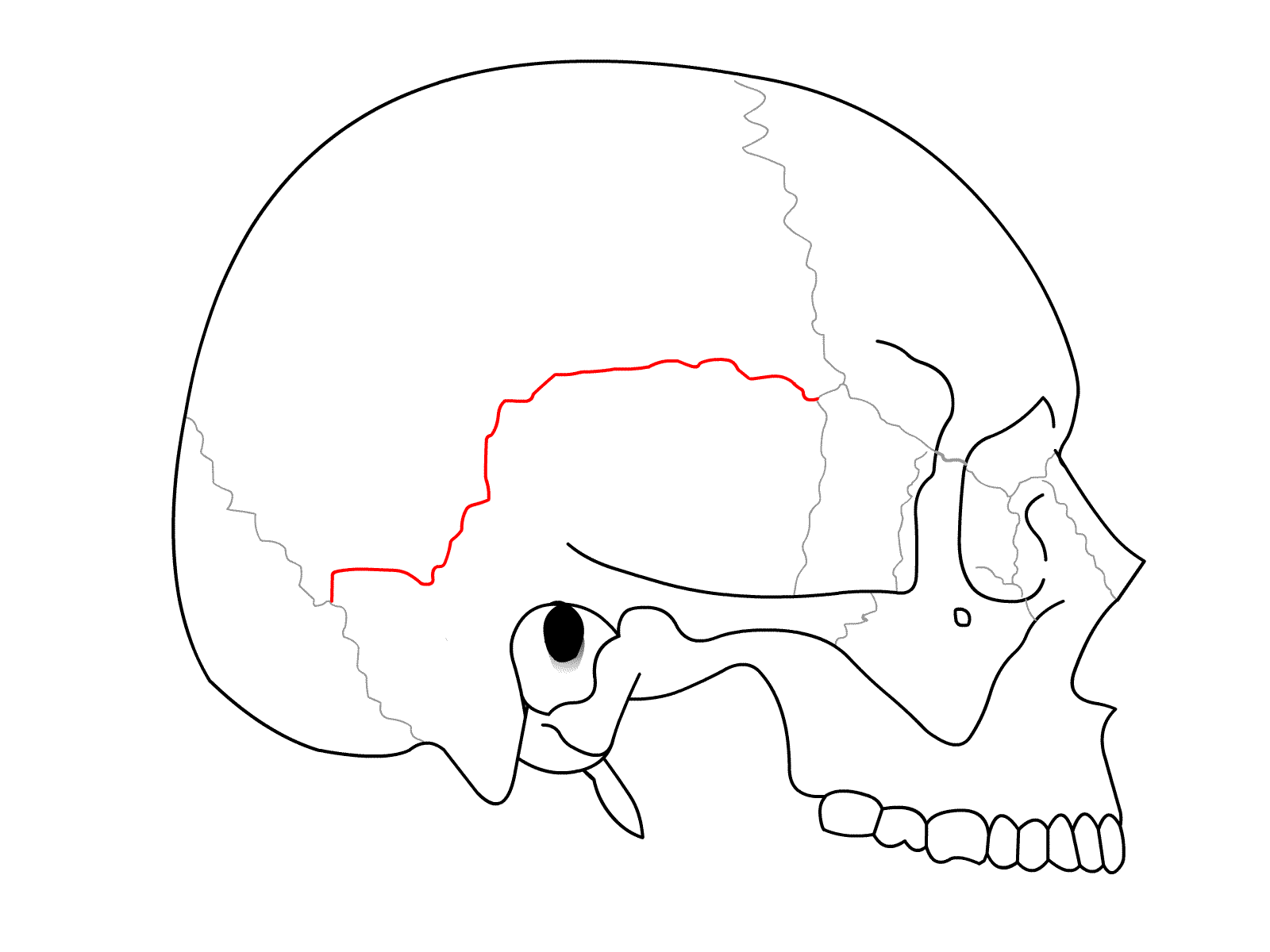
Sutura escamosa
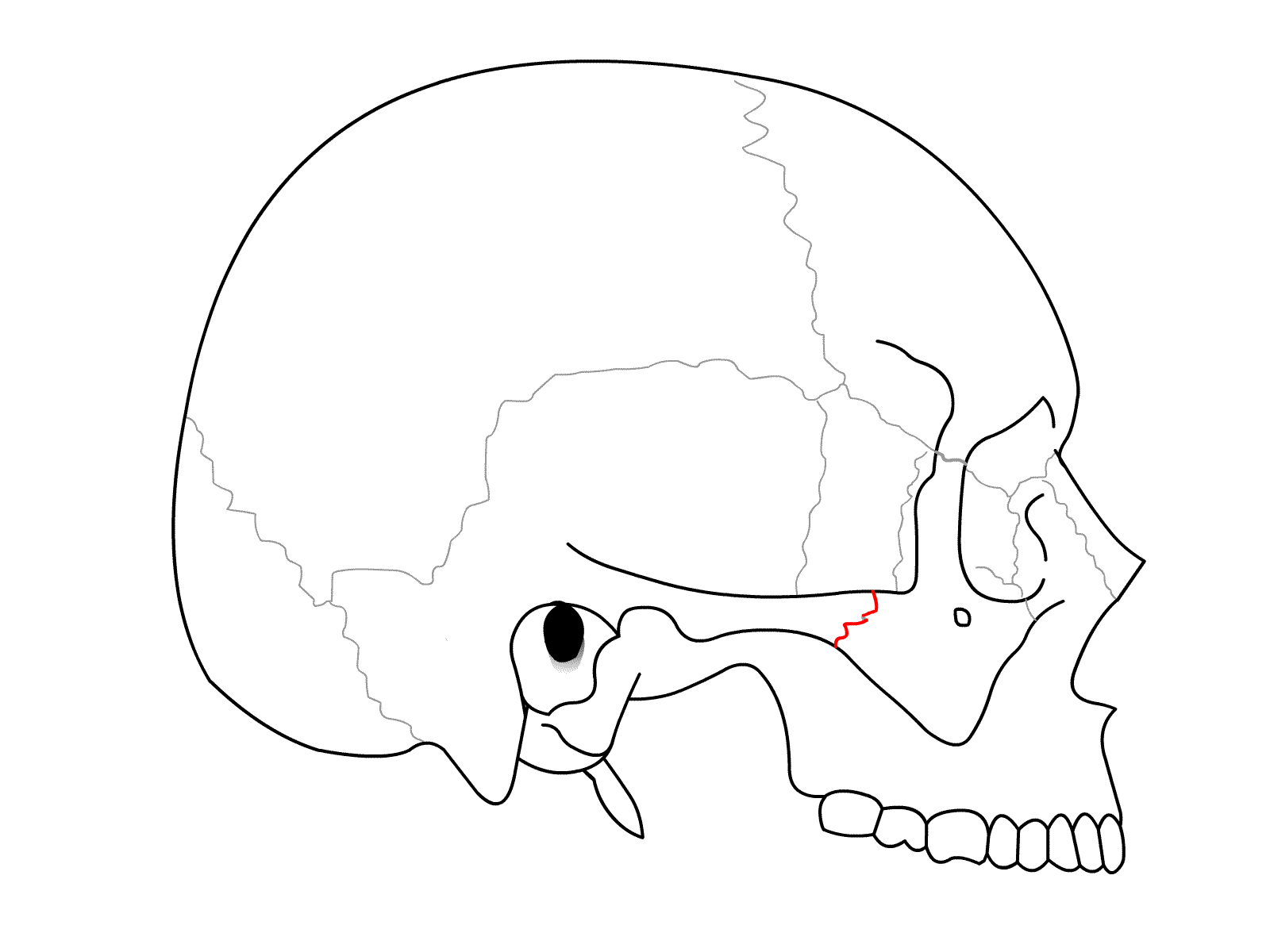
Sutura temporocigomática
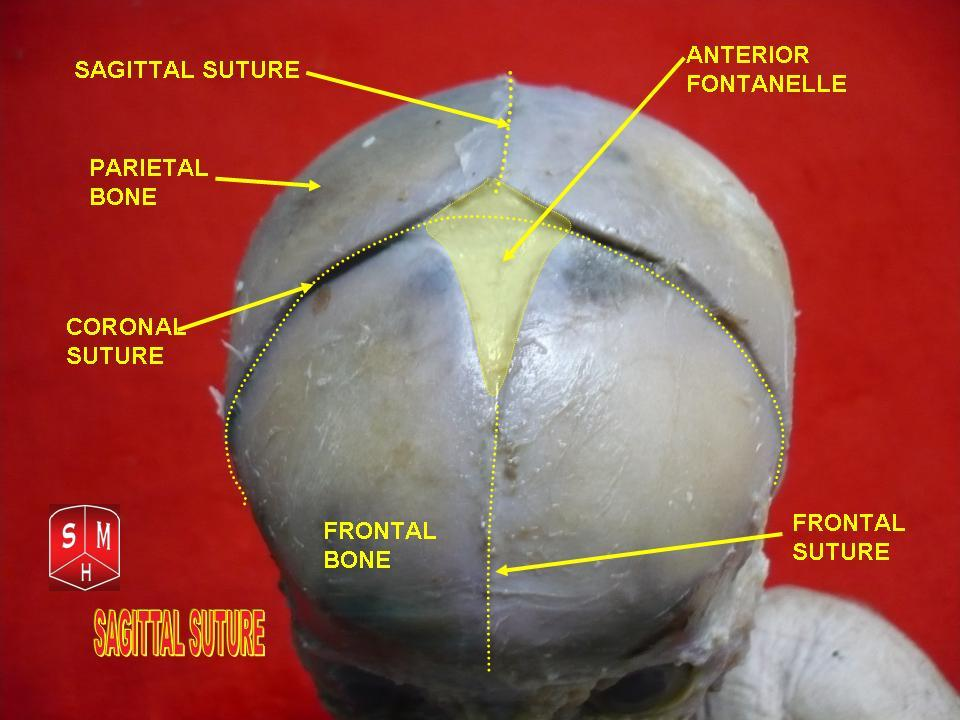
Sutura sagital
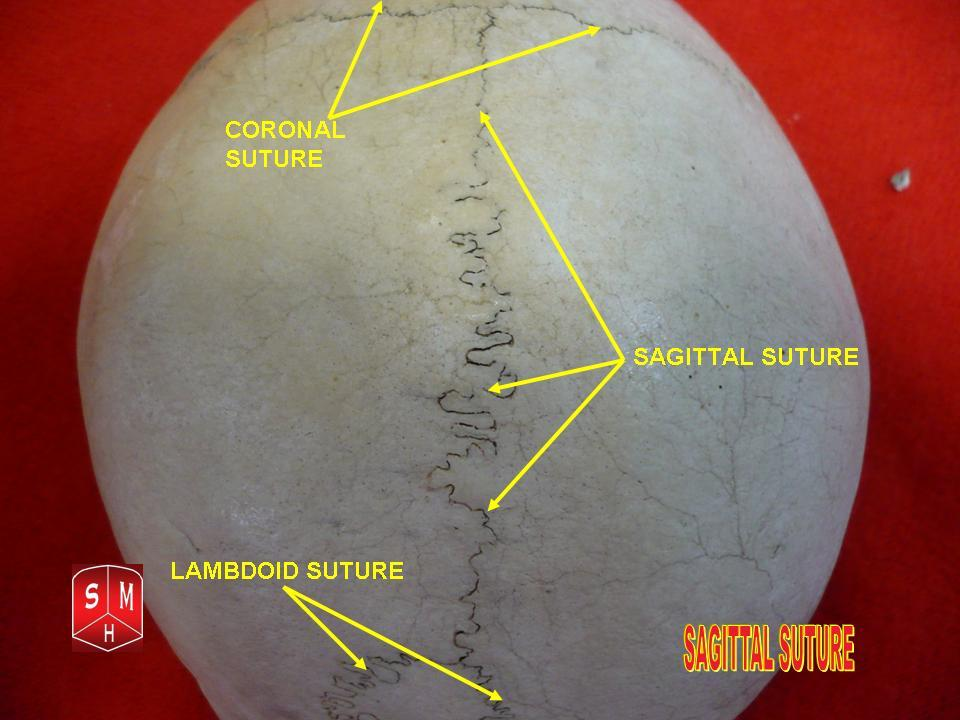
Sutura sagital.
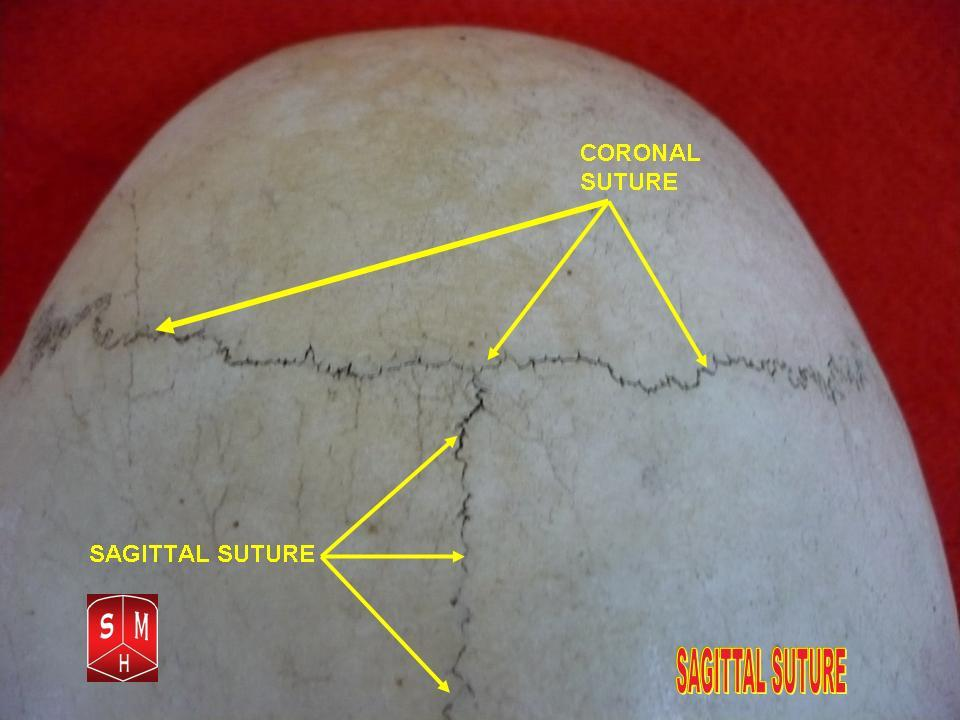
Sutura sagital.
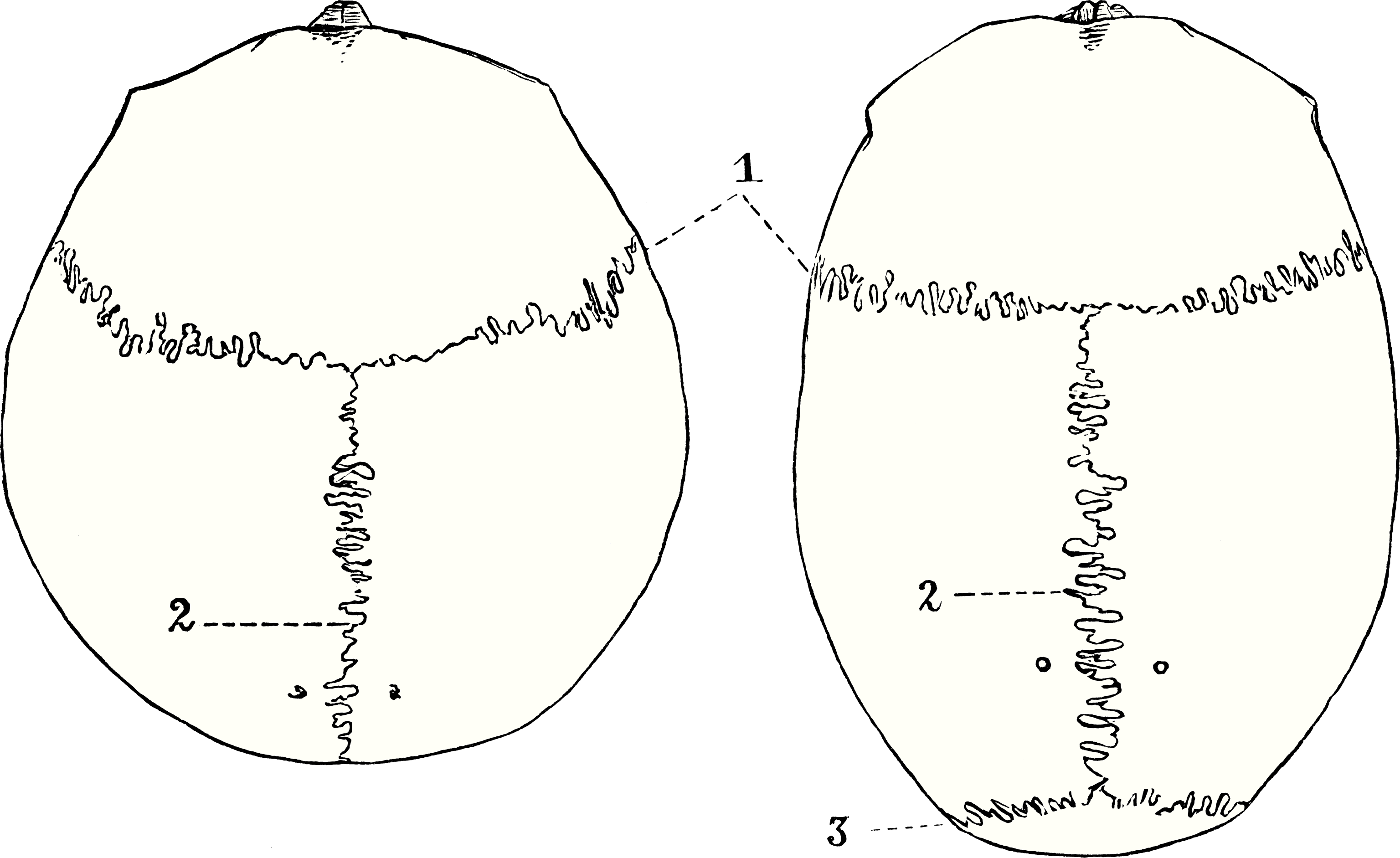
Dos cráneos vistos desde arriba.